# Lucio Nicoletto
Pour les articles homonymes, voir Lucio et Nicoletto.
Lucio Nicoletto, né le 18 août 1972 à Este en Italie, est un prêtre catholique italien, vicaire général du diocèse de Roraima (en), au Brésil, et à partir du 13 mars 2024 prélat de São Félix do Araguaia.

## Biographie

### Prêtre
Né en 1972 à Este, dans la province et diocèse de Padoue, Lucio Nicoletto déménage avec sa famille à Ponso et, de 1983 à 1987, il fréquente l'école Manfredini, dirigée par les Salésiens. Il est ordonné diacre le 25 octobre 1997 et reçoit l'ordination sacerdotale le 7 juin 1998.
En mai 2005, il est désigné aux missions diocésaines au Brésil et, en août 2009, nommé directeur spirituel du séminaire de Nova Iguaçu et curé de la cathédrale de Santo Antônio, à Duque de Caxias. En janvier 2019, il est chargé du rôle de vicaire général au diocèse de Roraima.

### Évêque
Le 13 mars 2024, le pape François le nomme évêque-prélat de São Félix do Araguaia,.
Le 1er juin, en la cathédrale de Padoue, il reçoit l'ordination épiscopale des mains de l'archevêque métropolite de Cuiabá Mário Antônio da Silva (en), avec comme co-consécrateurs l'évêque de Padoue Claudio Cipolla (en) et Adriano Ciocca Vasino (en), son prédécesseur à São Félix. Le 30 juin, il prendra possession de la prélature.

## Rang ecclésiastique
- : prêtre de l'Église catholique - 7 juin 1998
- : évêque de l'Eglise catholique - 1er juin 2024